# Laniše (gmina Kamnik)
Laniše – wieś w Słowenii, w gminie Kamnik. W 2018 roku liczyła 106 mieszkańców.